# Hawker Hurricane

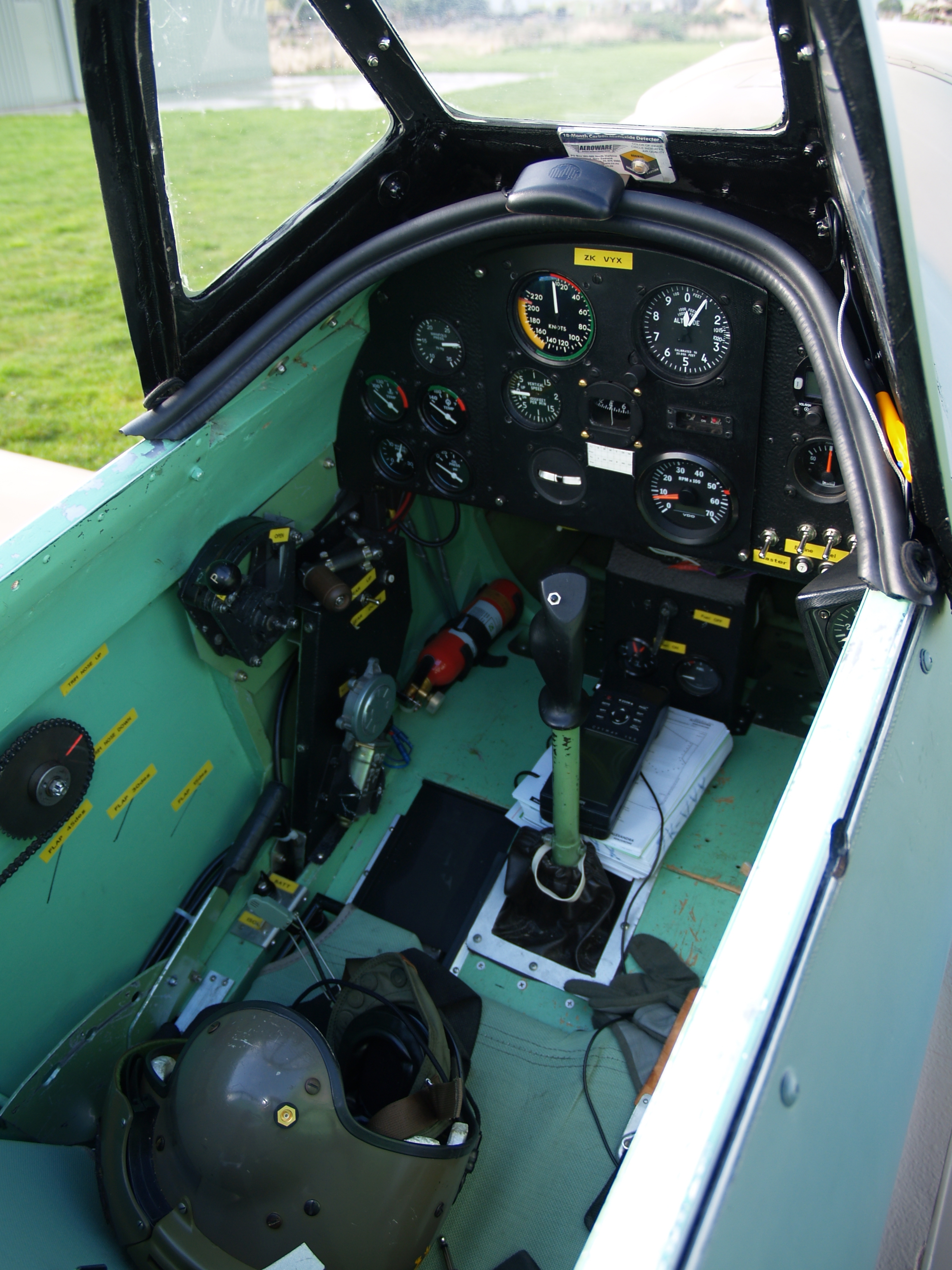
Cockpit

Hawker Hurricane var ett brittiskt jaktflygplan som konstruerades under 1930-talet. Trots att typen är mindre känd än Supermarine Spitfire deltog den i större antal och vann fler segrar (men led större förluster) än den senare i slaget om Storbritannien under det andra världskriget. Omkring 14 000 exemplar byggdes fram till slutet av år 1944.

## Historia
Hawker Hurricane utvecklades av Hawker Aircraft som ett svar på luftfartsministeriets förfrågan F.36/34 (senare modifierad till F.5/34) om ett jaktplan som använde en ny motor från Rolls-Royce, som då var känd endast som PV-12, men som senare skulle nå berömmelse under namnet Merlin. Konstruktionen av flygplanet inleddes tidigt år 1934 och leddes av Sydney Camm.
I fråga om vissa egenskaper var flygplanet föråldrat när det introducerades. Man hade använt sig av den traditionella Hawker-konstruktionstekniken, som hade nyttjats på tidigare biplan. Det betydde att man inte svetsade skarvarna utan att de fästes mekaniskt. Den hade en flygkropp med balkkonstruktion av Warrentyp, som var uppbyggd av mycket tänjbara stålrör. Över detta fanns en stomme och längsgående ribbor, vid vilka linneduken var fäst. Inledningsvis bestod vingkonstruktionen av två stålbommar som var dukklädda. En flygplansvinge i helmetall (duraluminium) introducerades i april 1939 och användes i alla senare modeller. Supermarine Spitfire var byggt helt i metall och var därmed både lättare och starkare, men var något mindre tålig mot skador åstadkomna av kulsprutor.
Sydney Camms ursprungliga plan förkastades som "för ortodox" av flygministeriet. Camm rev sönder specifikationen och fortsatte konstruktionen på egen hand. Med ekonomin i åtanke konstruerade man Hurricane med så många av Hawkers existerande verktyg och jiggar som möjligt. Flygplanet var i det närmaste en monoplanversion av det framgångsrika Hawker Fury. Det kom att bli dessa faktorer som var de huvudsakliga framgångselementen i konstruktionen: dess traditionella konstruktion med dukklädsel på en metallstomme vilket betydde att Hurricane var mycket tåligt och mycket mera motståndskraftigt mot exploderande granater än Spitfire, som var i helmetall. Konstruktionens enkelhet gjorde att större reparationer kunde utföras i improviserade verkstäder ute vid divisionerna.
Dess enkla konstruktion ledde till att man kunde inleda produktionen redan 1936. Vid denna tidpunkt var det ännu inte klart, om den mer avancerade Spitfire skulle kunna sättas i produktion, medan man var mycket bekant med konstruktionstekniken som användes för Hurricane. Detta var sant även i fråga om fältverkstäderna, som var mera erfarna i fråga om att reparera och arbeta med konstruktioner som Hurricane. Det enkla underhållet, det breda landstället och goda flygegenskaper gjorde att Hurricane kom att användas länge på krigsskådeplatser, där tillförlitlighet, goda flygegenskaper, stabil vapenplattform och enkel servicehantering var en viktigare faktor än fart,  något som gällde framför allt vid insatser mot mål på marken.
Bland de namnkunniga stridspiloter som flugit Hurricane märks den tjeckiske piloten Josef Frantisek, som under hösten 1940 sköt ner flest fiender, samt de brittiska flygstyrkornas jaktäss nummer ett under andra världskriget, J Pattle. Han noterade 41 nedskjutna fiendeplan, innan han själv stupade 1941.

## Produktion
De flesta Hurricane byggdes av Hawker (som tillverkade dem fram till 1944) och Gloster Aircraft som tillverkade de flesta övriga. Flygtillverkaren Austin Motor Company byggde 300. Under de senare åren tog Canadian Car and Foundry över produktionen (en av ingenjörerna Elsie MacGill kom att bli känd som "Queen of the Hurricanes"). Sammanlagt byggdes omkring 14 000 Hurricanes och Sea Hurricanes.

## Versioner

### Hurricane Mk I
De första Mk I färdigställdes ganska snabbt vilket man även hade förväntat sig och leveranserna började i oktober 1937. Flygplanet utrustades med en Rolls-Royce Merlin Mk II eller Mk III motor på 1030 hk (768 kW), och utrustades med åtta 7,7 mm Browningkulsprutor. Trots att antalet kulsprutor låter stort var de klenkalibriga kulsprutorna mera lämpade att skjuta mot dukklädda flygplan från det första världskriget. Det var ganska vanligt att de tyska helmetallplanen under slaget om Storbritannien kunde ta sig hem igen, trots att de såg ut som såll. Det skulle sannolikt ha varit effektivare att använda ett mindre antal kulsprutor med 12,7 mm kaliber, och detta åtgärdades i senare versioner av planet. De tidiga flygplanen var enkla, hade dukklädda vingar, en tvåbladig fast träpropeller och saknade pansarskydd och självtätande bränsletankar.
År 1939 försågs de reviderade Mk I med en de Havilland eller Rotol Constant speed propeller, avgasutblås som ökade dragkraften, vingar helt i metall, bepansring och andra förändringar. Vid krigets utbrott hade RAF erhållit omkring 500 flygplan av den nyare modellen och de bildade stommen i flygdivisionerna som stred under slaget om Frankrike och slaget om Storbritannien. RAF:s första jaktflygsäss, Cobber Kain, flög Hurricane i 73:e divisionen, 73 Squadron.

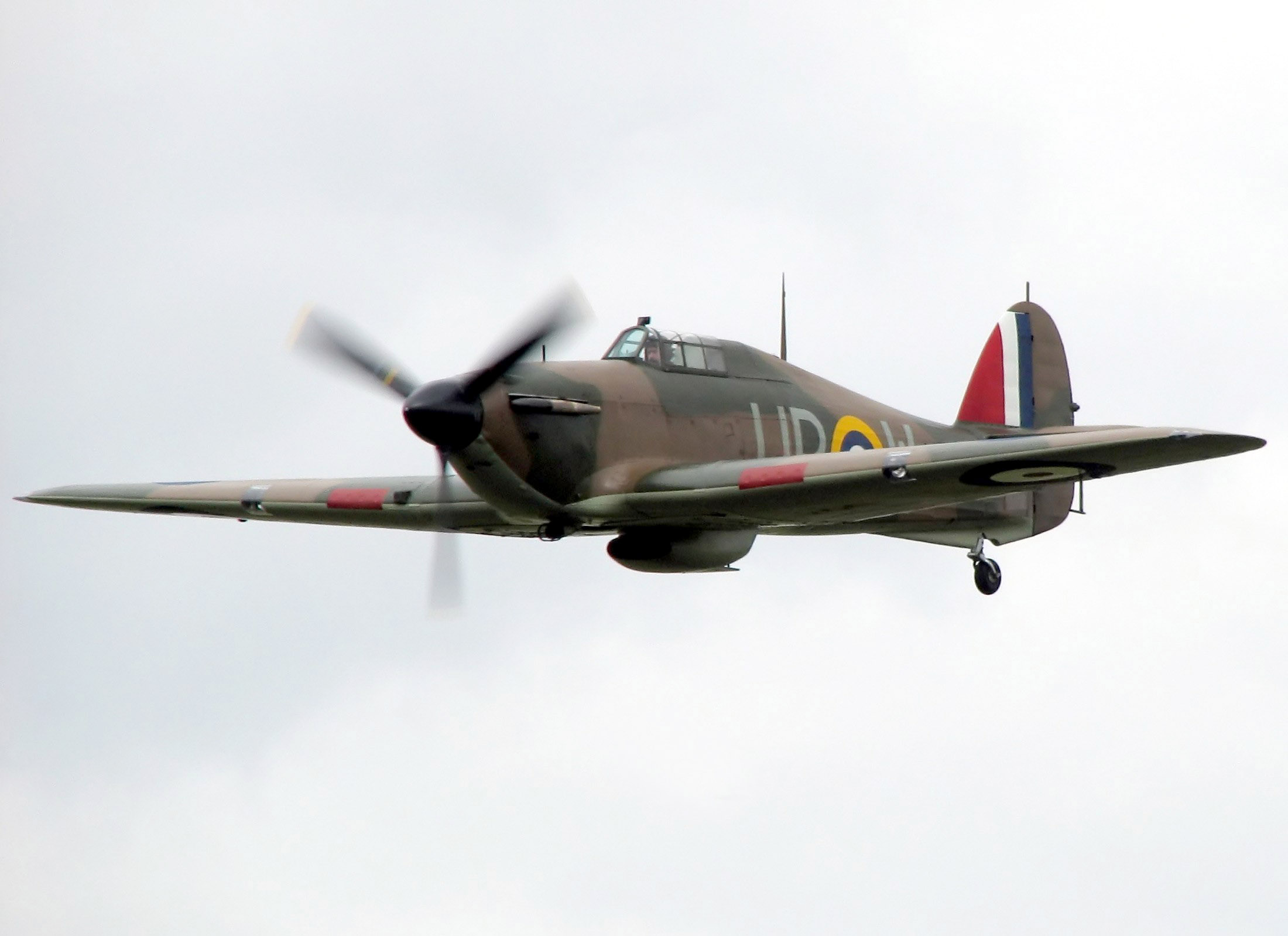
Hurricane Mk1 (R4118), det enda Hurricane från slaget om Storbritannien (1940) som ännu flyger (2006)

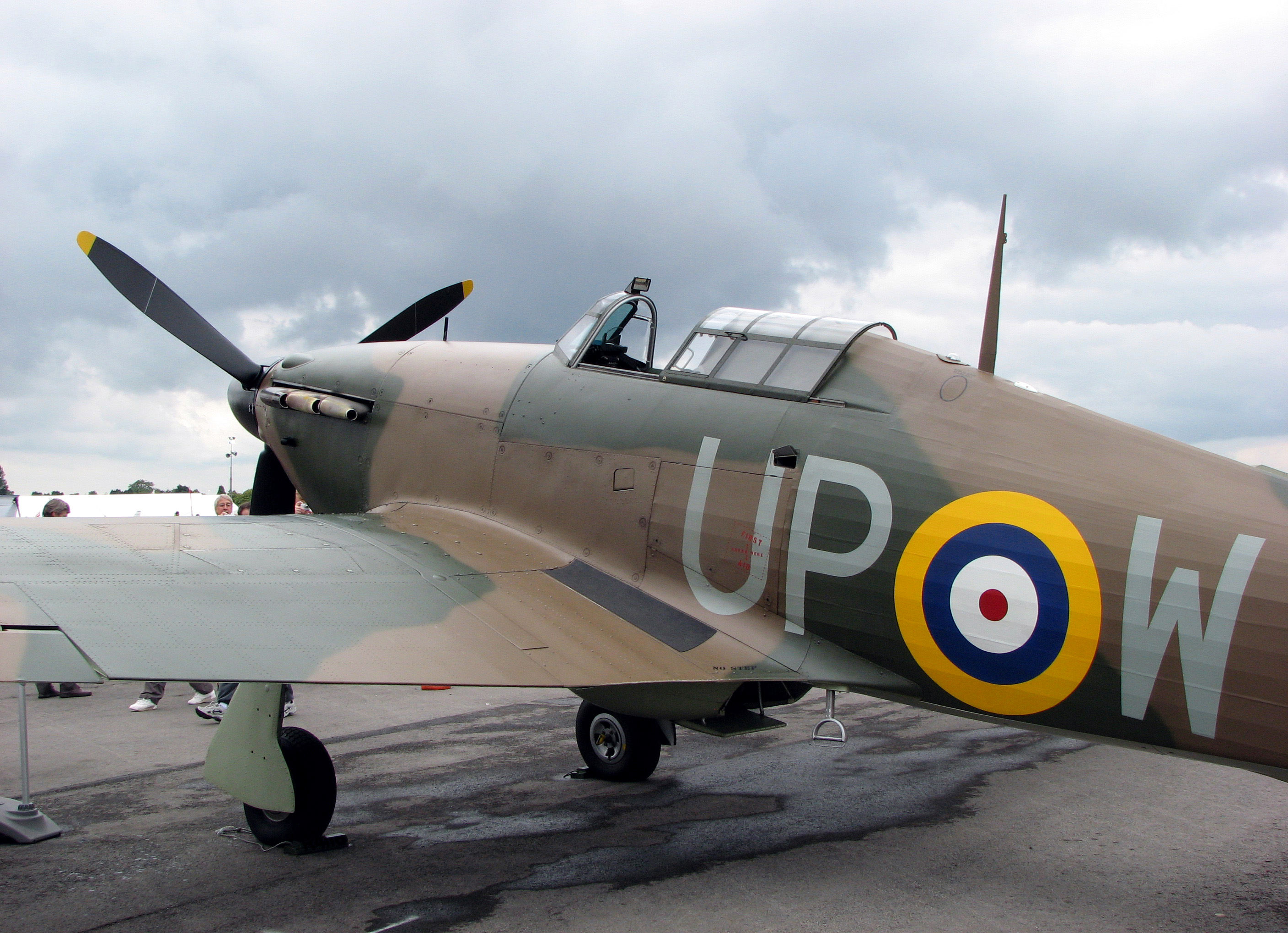
Hurricane Mk1 (R4118)

Trots att äldre teknik användes kunde Hurricane slåss på lika villkor med Messerschmitt Bf 109. I boken Duel of Eagles, ger det brittiska ässet Peter Townsend, som flög Hurricane med No. 85 Squadron RAF under slaget om Storbritannien, exempel på hur Hurricanes snävare svängradie kunde nullifiera Me 109s högre hastighet. En annan faktor som påverkade flygplanets flygegenskaper var användandet av Merlinmotorn. Tack vare dess annorlunda konstruerade kompressor gav den mera kraft vid lägre höjd än vad den tyska Daimler-Benz DB 601-motorn, som användes i Messerschmitt Bf 109, gjorde. Ovanför 5000 meter hade den tyska motorn bättre prestanda än britternas Merlin III och XII.
Under slaget om Storbritannien vann Hurricaneflygplan majoriteten av de luftsegrar som RAF gjorde anspråk på (1593 av totalt 2739). Hurricane dirigerades ibland mot de långsammare bombplanen, medan Spitfire tog sig an jakteskorten. När slaget om Storbritannien mattades av sent 1940 hade produktionen av Spitfire ökat till den grad att alla divisioner kunde utrustas med dem. Leveranstakten av Spitfire passerade Hurricane, eftersom det visade sig att det var enklare att tillverka helmetallkonstruktioner än Hurricane som var av blandning av trä, metall och dukklädsel.

### Hurricane Mk. II
Den förbättrade Merlin XX (Mk.20)-motorn började tillverkas år 1940, och hade den nya manuella tvåstegskompressorn, där piloten kunde ändra dess impellerhastighet beroende på lufttrycket utanför (det vill säga höjden). Vid höjder högre än 6000 meter valde man växeln för högre hastighet ("FS ratio" som stod för Full Supercharge) för högre kompression. När man flög lägre än 6000 meter använde man växeln för lägre kompression ("MS ratio", som betydde Moderate Supercharge), eftersom den "stal" mindre kraft från motorn. Resultatet var att det fanns mera effekt både vid lägre och högre höjder, vilket dramatiskt förbättrade egenskaperna hos motorn som hade en maximal effekt på 1280 hk (954 kW).
Trots att produktionen av Spitfire hade ökats vid denna tidpunkt byggdes och flögs en Hurricane Mk I, som var utrustad med en Merlin XX motor den 11 juni 1940. Den första Mark II serien, som senare blev känd som Mark IIA serie 1, började tjänstgöra i september 1940, då slaget om Storbritannien kulminerade.
Hawker hade länge experimenterat med att förbättra bestyckningen på flygplanet genom att utrusta det med automatkanoner. Vid deras första experiment användes två Oerlikon 20 mm lv-kanoner i kapslar under vingarna. Ett flygplan testades under 1940 hos 151 squadron, men ammunitionsbegränsningen tillsammans med de ofta förekommande eldavbrotten gjorde konstruktörerna missnöjda. Bättre resultat fick man när man utrustade planet med fyra Hispano Mk.II 20 mm automatkanoner, två i varje vinge, men där började dock den ökade vikten påverka flygegenskaperna negativt. Det var inte lätt att montera dit kanonerna, eftersom rekylsystemet stoppade när rekylrörelserna minskade. Man åtgärdade dock problemet genom att modifiera kanonen.
Med den nya Merlin XX motorn, blev egenskaperna på nytt så bra, att Hurricane kunde fortsätta produceras. Hawker introducerade snart därefter den nya Mark IIA serie 2, där vingarna antingen försågs med upp till tolv Browningkulsprutor eller fyra Hispano automatkanoner. De första serie 2-planen anlände i oktober, och de var dessutom utrustade med en ny och något längre propeller.
Dessa två olika varianter kom senare att bli versionerna Mark IIB i april 1941 och Mark IIC i juni med en lätt modifierad vinge. De nya vingarna hade även bombfästen för en 500 lb (227 kg) eller en 250 lb (113 kg) bomb och senare under 1941 även extratankar. Vid denna tidpunkt var dess flygegenskaper underlägsna de senaste tyska jaktplanen och Hurricane fick börja åta sig rollen som markattackplan, vilket gjorde att flygplanet ibland kallades Hurribomber. Flygplanet tjänstgjorde även som nattjaktplan.
Mark II användes vid markunderstöd, där man snabbt lärde sig att det var svårt att förstöra tyska stridsvagnar, eftersom automatkanonerna inte hade tillräckligt kraft för att penetrera pansaret, och bombning var nästan omöjligt. Lösningen var att utrusta flygplanet med en 40 mm pansarvärnskanon i en kapsel under varje vinge, medan man reducerade den övriga beväpningen i varje vinge till en enda Browningkulspruta, som var utrustad med spårljusammunition för att man skulle kunna skjuta in sig på sitt mål.
Layouten testades ursprungligen på en ombyggd Mark IIB, som flög den 18 september 1941. Nybyggda versioner av flygplanet, som kom att bli kända under namnet Mark IID, började tas i tjänst 1942. De hade ytterligare bepansring för piloten, kylaren och motorn. Flygplanen levererades ursprungligen med en Rolls-Roycekanon med 12 skott, men snart bytte man ut den mot Vickers S-kanonen med 15 skott. Flygplanet flög i pansarvärnsrollen i begränsat antal under striderna i Nordafrika. De visade sig träffsäkra och högeffektiva så länge som de inte utsattes för fientligt luftvärn eller jaktflyg. De utgjorde en fara för alla tyska och italienska motorfordon, både mjuka och hårda mål.
En annan vingmodifikation introducerades med versionen Mark IIE. Snart blev dock modifikationerna så omfattande, att man började kalla flygplanet för Mark IV efter att de första 250 hade levererats.
Flygplanet T.Mk IIC var en tvåsitsig skolversion av Mk. IIC. Endast två exemplar byggdes för det persiska flygvapnet.

### Hurricane Mk. III
Mk. III var en Mk. II som utrustats med en Packardbyggd Merlinmotor. Med denna lösning tänkte man frigöra brittiskbyggda motorer för andra konstruktioner. När tillverkningen väl skulle inledas, hade produktionen av Merlinmotorer ökat till den grad att idén övergavs.

### Hurricane Mk. IV

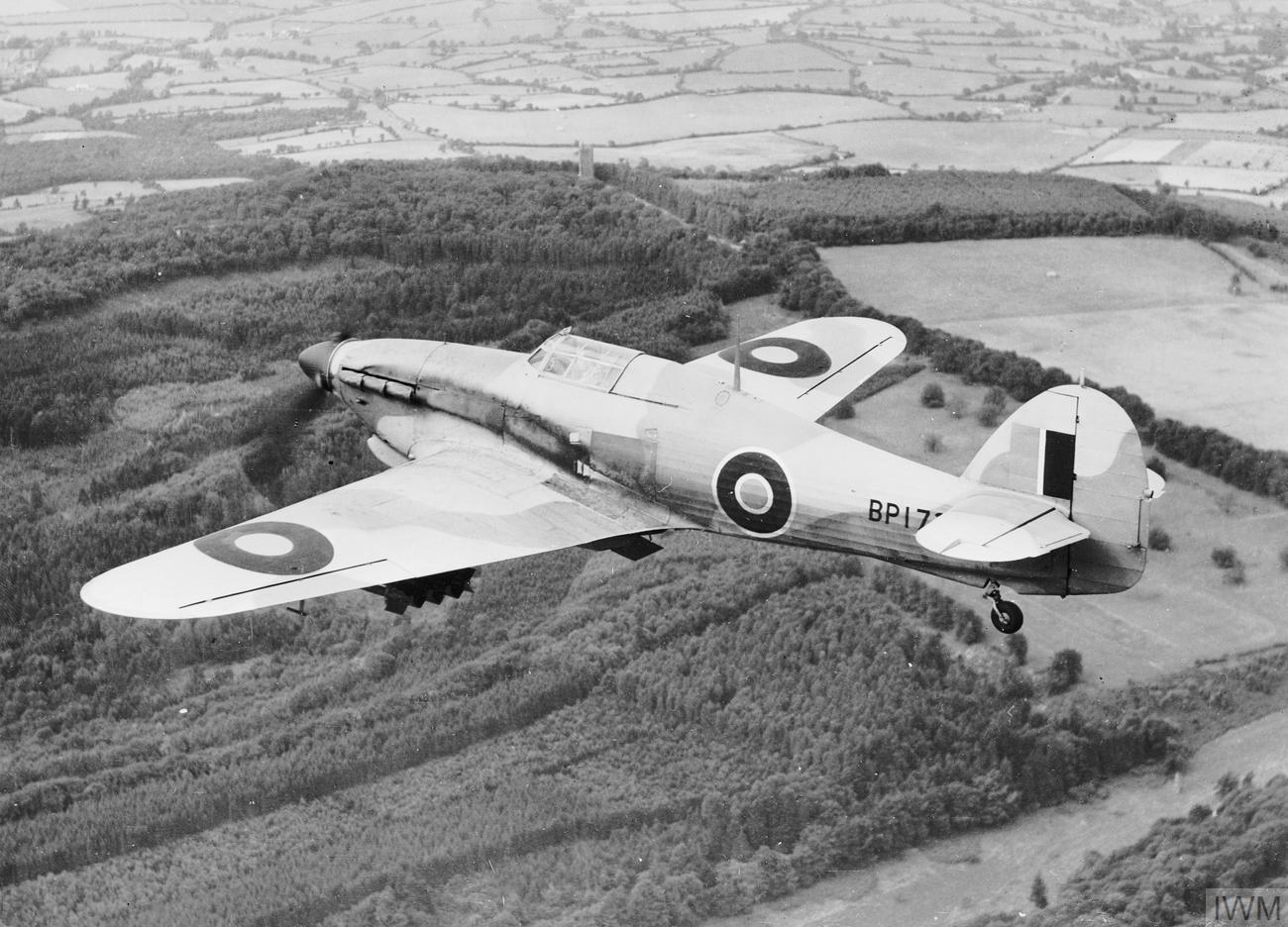
Hurricane Mk. IV, beväpnad med raketer av typen RP-3.

Den sista större förändringen av Hurricane var "rationaliseringen" av vingen, där den förenklades till en enda vingmodell som antingen kunde ta två bomber, två 40 mm Vickers S-kanoner eller åtta "60-punds" RP-3-raketer. Den nya konstruktionen hade även en ny motor, en Merlin 24 eller 27, som var utrustad med dammfilter för ökentjänstgöring. Dessa motorer kunde utveckla 1620 hk (1208 kW).
Mk. IV användes i markanfallsuppdrag i Europa fram till början av 1944, när de började ersättas av den modernare Hawker Typhoon. Det franska ässet Pierre Clostermann minns i sin bok Det stora vansinnet att RP-3-utrustade Hurricaneflygplan hade en toppfart som begränsades till 330 km/h på grund av luftmotståndet, som förorsakades av raketerna, och att det tyska luftvärnet tog ut sin grymma tribut av Hurricaneflygplanen. Clostermann beskriver bland annat ett anfall av Hurricaneflygplan från No. 184 Squadron RAF mot en V-1-avfyrningsramp vid den franska kusten, den 20 december 1943, där tre av fyra flygplan sköts ned innan de hunnit anfalla.

### Hurricane Mk. V
Två Hurricane Mark IV konverterades till Mark V genom att man införde Merlin 32-motorn och en fyrbladig propeller. När markanfallsrollen övertogs av den kapablare Hawker Typhoon, avslutades produktionen av Hurricane och endast en handfull levererades med Merlin 32-motorn.
Vid denna tidpunkt användes inte Hurricane mera som flygplan i den främsta linjen, men den tjänstgjorde ännu i en framträdande roll i Mellanöstern och Fjärran östern. Den kom även att spela en avgörande roll vid försvaret av Malta under 1941 och tidigt år 1942.

### Sea Hurricane Mk. IA

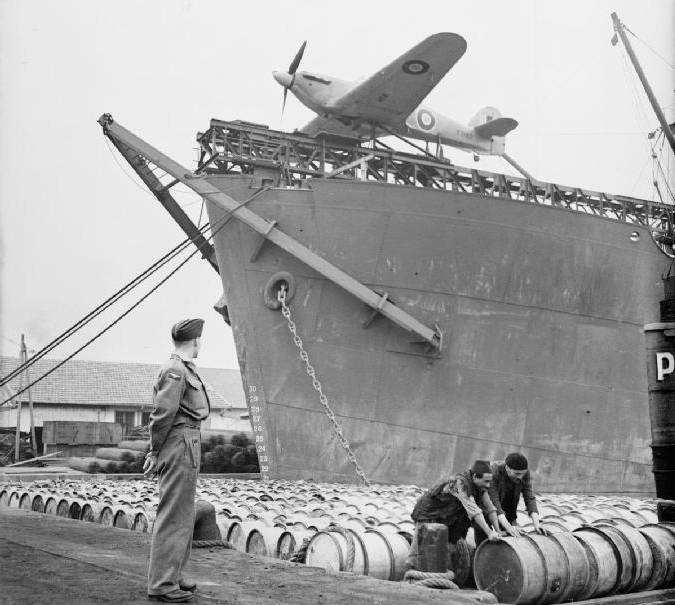
En Hawker Sea Hurricane på ett CAM-fartyg

Hurricane Mk I modifierades även till "Hurricat"-flygplan, det vill säga en Hurricane som bars av CAM-fartyg (Catapult armed merchantman; katapultutrustade lastfartyg) - ett fartyg med en katapult som kunde skjuta iväg ett Hurricaneflygplan, som dock inte hade möjlighet att landa på fartyget igen. Piloten hoppade efter fullbordat uppdrag ut med fallskärm och plockades upp av fartyget, såvida han inte var tillräckligt nära land för att landa där.
Flertalet av flygplan som modifierades hade redan tjänat vid frontförband och var ganska slitna, i vissa fall väldigt slitna. Ett exemplar sägs ha fallit i bitar på grund av påfrestningarna vid katapultuppskjutningen.
50 Hurricane Mk. I konverterades till Sea Hurricane Mk. IA.

### Sea Hurricane Mk. IB

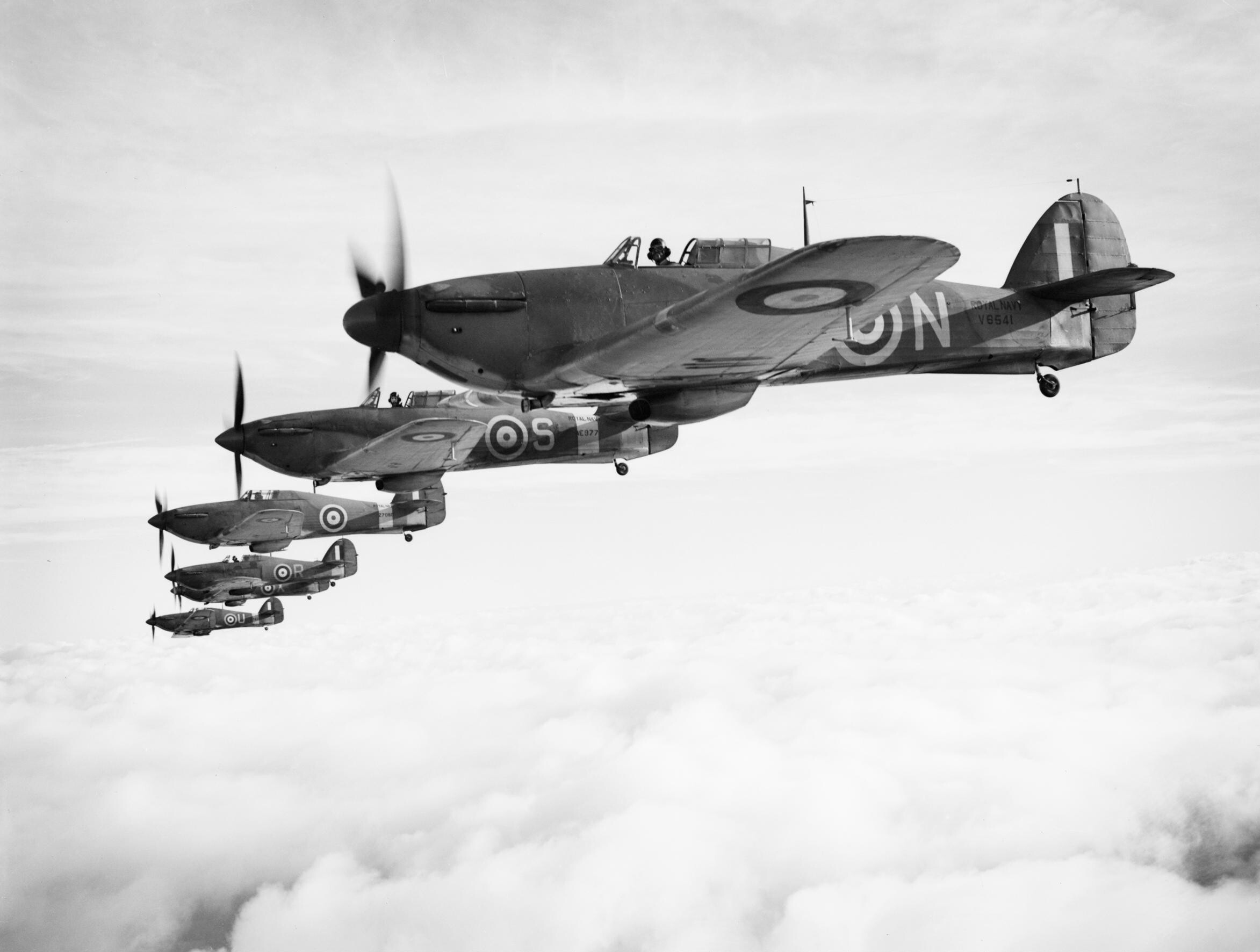
Sea Hurricane Mk. IB flyger i formation, i december 1941.

Denna hade katapultstolar samt en bromskrok. Från och med oktober 1941 användes flygplanen ombord MAC-fartygen (Merchant aircraft carrier) som var stora handelsfartyg med ett litet flygdäck så att Hurricane kunde starta och landa.
340 exemplar av Hurricane Mk IIA serie 2 byggdes om till Sea Hurricane Mk. IB-flygplan.

### Sea Hurricane Mk. IC
Version som var i tjänst sedan februari 1942. Flygplanen var ombyggda Mk I-flygplan med katapultstolar och bromskrok, samt samma vinge som Hurricane Mk IIC med sina fyra kanoner.
400 exemplar av Hurricane Mk. IIB och IIC byggdes om till Sea Hurricane Mk. IC-flygplan.

### Sea Hurricane Mk. IIC
Version som användes ombord på flottans hangarfartyg. Flygplanet hade radioutrustning anpassad till Royal Navy.
400 exemplar av Hurricane Mk. IIC byggdes om till Sea Hurricane Mk. IIC-flygplan.

### Kanadensiska Hurricane, Mk. X — Mk. XV
Viss tillverkning av Hurricane skedde i Kanada av Canadian Car & Foundry Corporation
- Hurricane Mk X: ensitsigt jaktplan och attackplan. Utrustade med en 1300 hk (969 kW) Packard Merlin 28-motor. Flygplanet hade åtta 7,7 mm kulsprutor som var monterade i vingarna. 490 exemplar byggdes av Canadian Car & Foundry Corporation.

- Hurricane Mk XI: 150 exemplar byggdes av Canadian Car and Foundry Corporation.

- Hurricane Mk XII: ensitsigt jaktplan och attackplan. Utrustat med en 1300 hk (969 kW) Packard Merlin 29-motor. Inledningsvis utrustat med tolv 7,7 mm kulsprutor, men senare utrustat med fyra 20 mm automatkanoner.

- Hurricane Mk XIIA : ensitsigt jaktplan och attackplan. Utrustat med en 1300 hk (969 kW) Packard Merlin 29-motor. Bestyckat med åtta 7,7 mm kulsprutor.

- Sea Hurricane Mk XIIA : Hurricane Mk XIIA som byggts om till Sea Hurricane-flygplan.

## Användning i övriga världen

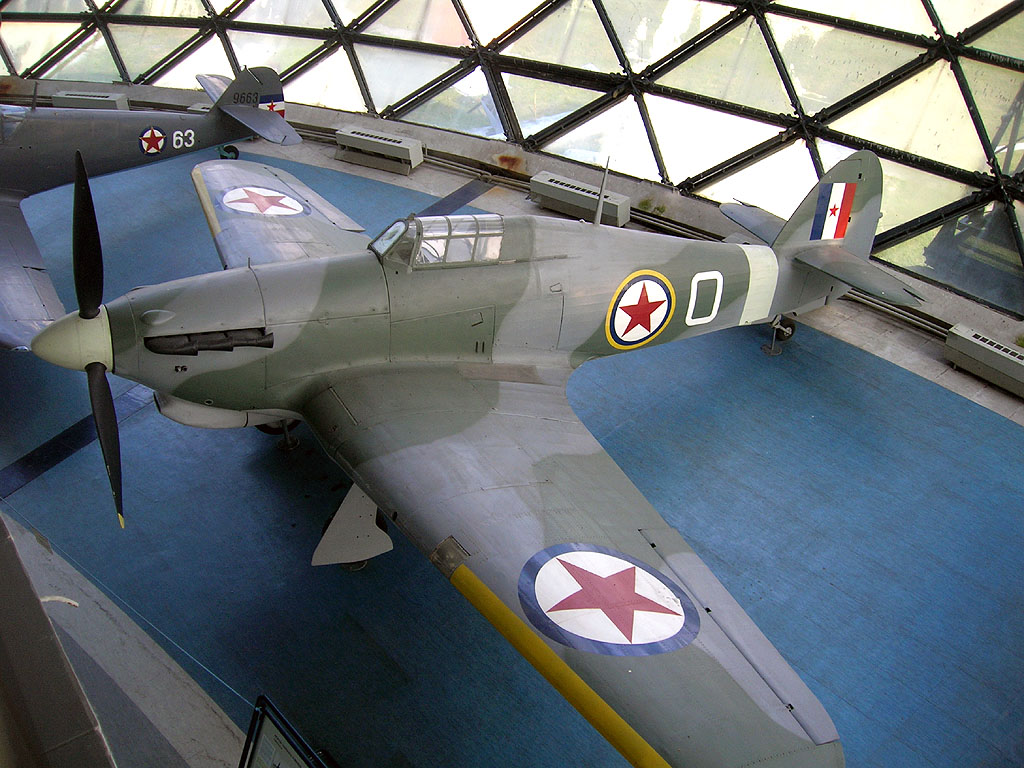
Hawker Hurricane Mk IVRP i det jugoslaviska flygvapnets färger i jugoslaviska flygvapenmuseet i Belgrad, Serbien.

Hawker Hurricane kom att tjänstgöra i flera länders flygvapen, i vissa fall "oavsiktligt" - eftersom Hurricaneplan antingen landade av misstag eller nödlandade i Irland och omedelbart övertogs av myndigheterna. I Irland införlivades de med det irländska flygvapnet vid Baldonnel. Irländarna blundade dock för att piloterna flydde över gränsen till Nordirland. Hurricaneflygplan kom även att tjäna i Forces Aériennes Françaises Libres (FAFL) - det vill säga de fria franska flygstyrkorna -, som slogs i Nordafrika mellan juni 1940 och maj 1943. Hurricane hade liksom alla FAFL:s flygplan Lothringenkorset på flygkroppen, i stället för den cirkelformade markering som man använt sedan 1914, för att kunna skilja dem från det Vichyfranska flygvapnets flygplan. Vissa av dessa divisioner gavs RAF-beteckningar, till exempel var Groupe de Chasse Alsace, även känt som No.341 Squadron.
De nyzeeländska divisionerna inom Royal Air Force, No. 486 Squadron RNZAF och No. 488 Squadron RNZAF använde flygplanet. Den senare överlät sina flygplan till det nyzeeländska flygvapnet efter Singapores fall, där några Hurricanes slutade sina dagar som skenmål på flygfält. Det kanadensiska flygvapnet utrustade flera divisioner med flygplanet, däribland No. 1 Squadron RCAF som flög i slaget om Storbritannien. Även det sydafrikanska flygvapnet hade flera divisioner utrustade med Hurricane som en del av Desert Air Force, däribland 40 Squadron.

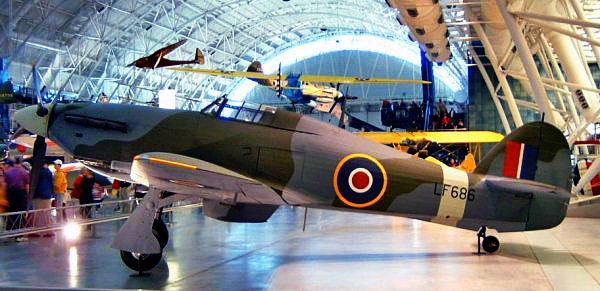
En Hawker Hurricane vid Smithsonian Institution

Belgien köpte 20 Hurricane och en licens för att bygga ytterligare 80 flygplan, av vilka endast 2 färdigställdes. Ett av dem förlorades under den tyska invasionen. Hurricane licenstillverkades i Jugoslavien och ytterligare 24 levererades från Storbritannien. Ett stort antal Hurricaneflygplan (2 952) sändes till Sovjetunionen. Luftwaffe använde några erövrade Hurricane för träning och för att lära sig om fiendens flygplan. Finland köpte 12 Hurricane vid slutet av Vinterkriget, men förlorade två under transporten till Finland. Flygplanen var inte så framgångsrika och uppnådde endast 5½ segrar under sin korta fronttid. När fientligheterna åter inleddes den 25 juni 1941 användes de mycket sparsamt, delvis på grund av att de var utslitna och att man saknade reservdelar. Åtminstone en Hurricane Mk.IIB erövrades från Sovjetunionen under kriget och flögs av det finländska flygvapnet. Turkiet och Rumänien köpte Hurricane år 1939. Övriga användare av Hawker Hurricane var Sovjetunionen (2 952) Grekland, Australien, Egypten, Indien, Persien, Portugal och Jugoslavien. 

### Finland
Under mellanfreden köpte Finland 12 Hawker Hurricane Mk.I -jaktplan, av vilka två förstördes under färden till Finland. Detta var en del av det försenade understödet till Finland under 1939–40 års krig.
Under fortsättningskriget hade man tio Hurricane Mk.I-jaktplan i bruk. De ansågs dock föråldrade, men detta till trots användes de ändå fram till år 1943. Deras mest betydande roll var försvaret av Åbo, där de lyckades skjuta ner några ryska bombplan. Man sände dem inte till fronten på grund av deras låga antal.
Sammanlagt levererades nära tre tusen så kallade lend-lease-flygplan till Sovjetunionen. Det finländska flygvapnet tog flera nedskjutna Hurricaneplan i sin besittning. De var av nyare versioner än de finländska flygplanen men man hade inga reservdelar till dem. Därför använde man dem främst som reservdelskällor till de egna Mk.I-flygplanen. Ett Mk.I-flygplan förlorades i en olycka.
Under fortsättningskriget tog man aluminiumvingarna från krigsbytesplan och monterade dem på Mk.I-planen, därtill utrustades de med instrument för att kunna fungera som nattjaktplan.
En Mk.IIB, som tagits som krigsbyte togs i bruk år 1942, utrustades med 12 kulsprutor. Detta flygplan kallades för "Vienan Susi" och bar beteckningen HC-465.

## Användare

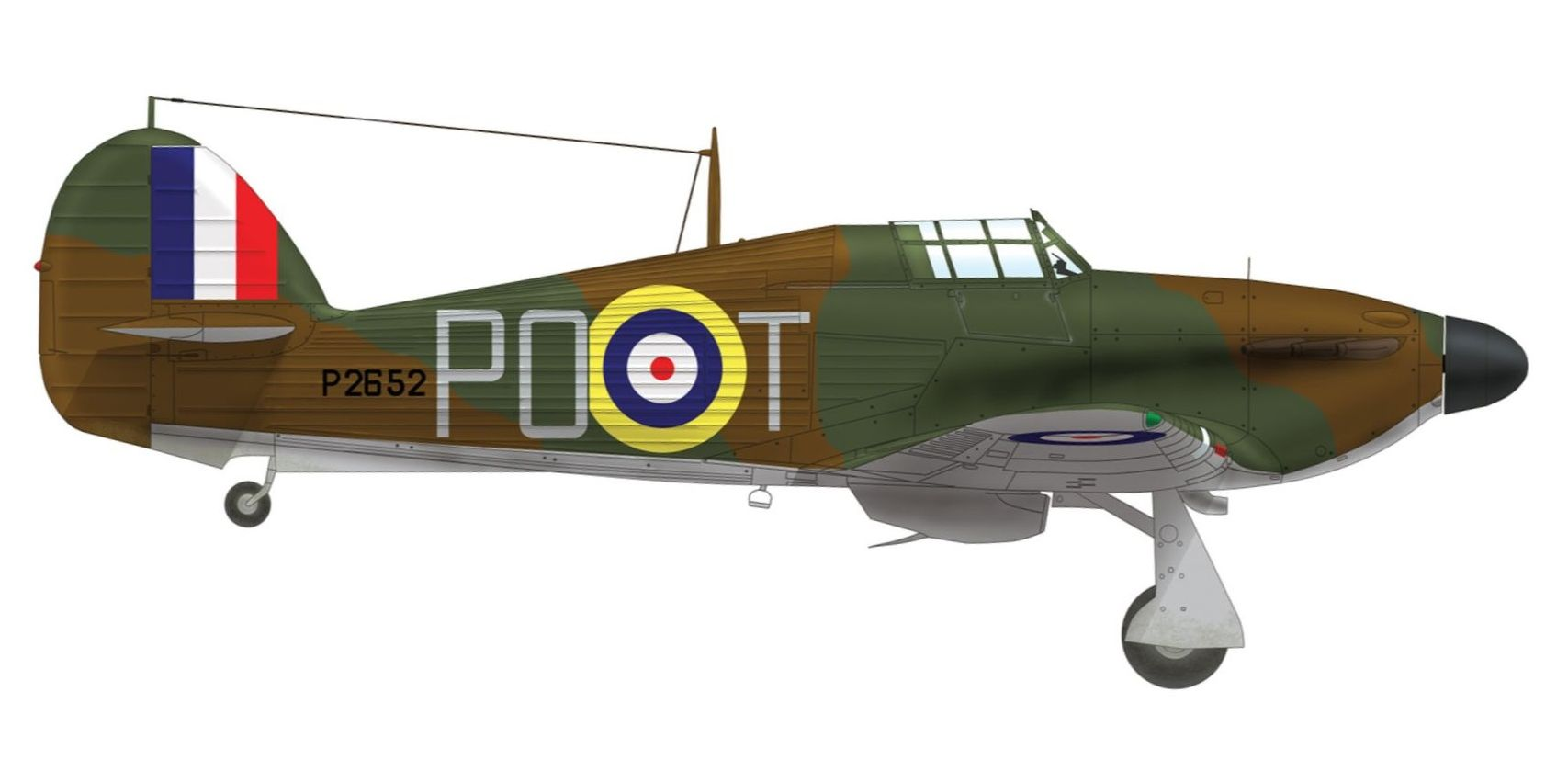
Hawker Hurricane Mk.I

| - Australien - Belgien - Egypten - Finland - Frankrike - Indien - Irland (Eire) - Jugoslavien - Kanada - Persien (Iran) | - Portugal - Rumänien - Sovjetunionen - Storbritannien - Sydafrika - Turkiet - Israel |